# John D. McWilliams
John Dacher McWilliams (* 23. Juli 1891 in Norwich, Connecticut; † 30. März 1975 ebenda) war ein US-amerikanischer Politiker. Zwischen 1943 und 1945 vertrat er den zweiten Wahlbezirk des Bundesstaates Connecticut im US-Repräsentantenhaus.

## Werdegang
John McWilliams besuchte die öffentlichen Schulen seiner Heimat und die Norwich Free Academy. Danach studierte er noch bis 1910 an der Mercersburg Academy in Pennsylvania. In der Folge wurde er auf dem Bausektor in Norwich tätig. Während des Ersten Weltkrieges war er von 1918 bis 1919 als Soldat der US Army in Europa eingesetzt. Nach seiner Rückkehr arbeitete er wieder in der Baubranche in Norwich.
McWilliams war Mitglied der Republikanischen Partei. Zwischen 1935 und 1942 war er Stadtrat in Norwich. Bei den Kongresswahlen des Jahres 1942 wurde er im zweiten Distrikt von Connecticut in das US-Repräsentantenhaus in Washington, D.C. gewählt. Dort trat er am 3. Januar 1943 die Nachfolge von William J. Fitzgerald an. Da er aber bei den Wahlen des Jahres 1944 der Demokratin Chase G. Woodhouse unterlag, konnte er bis zum 3. Januar 1945 nur eine Legislaturperiode im Kongress absolvieren, die von den Ereignissen des Zweiten Weltkrieges bestimmt war.
Zwischen 1950 und 1960 arbeitete John McWilliams für die Firma General Dynamics Corporation in Groton. Danach war er Angestellter der Stadt Norwich, in der er im Jahr 1975 starb.